# The English Game
The English Game ist eine britische Miniserie des Video-on-Demand-Anbieters Netflix. In der Serie geht es um die Anfänge der Entwicklung des modernen Fußballs in Großbritannien. Die Serie wurde am 20. März 2020 auf Netflix veröffentlicht.

## Handlung
Die Serie behandelt den Wandel des Fußballs vom Sport der Oberschicht zu einem Spiel für die Massen. Der Fußball wird das Austragungsfeld des Klassenkampfes: Arthur Kinnaird als Kapitän der Old Etonians gegen Fergus Suter mit seinen Arbeitervereinen Darwen FC und Blackburn FC.

## Historischer Hintergrund
Fergus „Fergie“ Suter und James „Jimmy“ Love schlossen sich Darwen getrennt an. Suter war Steinmetz, nicht Mühlenarbeiter. Jimmy Love schloss sich Darwen nicht als bezahlter Spieler an, sondern floh in Wirklichkeit aus seinem Haus in Glasgow, da gegen ihn ein Haftbefehl wegen Schulden erlassen worden war. Er beendete seine Fußballkarriere 1880, da er für die Royal Marines rekrutiert wurde. Drei Jahre später starb er an Darmfieber, als er in Ägypten stationiert war.

## Besetzung

### Hauptdarsteller
| Rollenname             | Schauspieler    | Rolle                                                   |
| ---------------------- | --------------- | ------------------------------------------------------- |
| Arthur Kinnaird        | Edward Holcroft | Starspieler und Kapitän der Old Etonians                |
| Fergus „Fergie“ Suter  | Kevin Guthrie   | Starspieler des Darwen FC und später des Blackburn FC   |
| Margaret Alma Kinnaird | Charlotte Hope  | Arthur Kinnairds Ehefrau                                |
| Martha Almond          | Niamh Walsh     | Fergus Suters Freundin                                  |
| James Walsh            | Craig Parkinson | Besitzer eine Baumwollspinnerei und Mäzen des Darwen FC |
| Jimmy Love             | James Harkness  | Mannschaftskollege und bester Freund von Fergus Suter   |

### Nebendarsteller
| Rollenname       | Schauspieler        | Rolle                                                       |
| ---------------- | ------------------- | ----------------------------------------------------------- |
| John Cartwright  | Ben Batt            | Besitzer einer Baumwollspinnerei und Mäzen des Blackburn FC |
| Tommy Marshall   | Gerard Kearns       | Fußballspieler und Kapitän des Darwen FC                    |
| Alfred Lyttelton | Henry Lloyd-Hughes  | Fußballspieler der Old Etonians                             |
| Francis Marindin | Daniel Ings         | Torwart der Old Etonians & Präsident der FA                 |
| Doris Platt      | Kerrie Hayes        | Zimmervermieterin von Fergus Suter und Jimmy Love           |
| Ted Stokes       | Joncie Elmore       | Torwart des Darwen FC &Trikothersteller                     |
| Ada Hornby       | Mary Higgins        | Smalleys Ehefrau                                            |
| Smalley          | Sam Keeley          | Großgrundbesitzer und Freund Arthur Kinnairds               |
| Monkey Hornby    | Harry Michell       | Fußballspieler des Blackburn FC                             |
| Tom Hindle       | Philip Hill-Pearson | Fußballspieler                                              |

### Gastdarsteller
| Rollenname       | Schauspieler        | Rolle                                             |
| ---------------- | ------------------- | ------------------------------------------------- |
| Laura Lyttelton  | Kate Phillips       | Francis Marindins Ehefrau                         |
| Lydia Cartwright | Kelly Price         | Tommy Marshalls Ehefrau                           |
| Lord Kinnaird    | Anthony Andrews     | Bankier & Vater von Arthur Kinnaird               |
| Lady Kinnaird    | Sylvestra Le Touzel | Arthur Kinnairds Mutter                           |
| Davy Burns       | Sammy Hayman        | Fußballspieler des Blackburn FC                   |
| Betsy Cronshaw   | Lara Peake          | Tagelöhnerin                                      |
| Jack Hunter      | John Askew          | Fußballspieler des Blackburn FC                   |
| Douglas Suter    | Michael Nardone     | ehemaliger Fußballspieler und Fergus Suters Vater |
| Aileen Suter     | Kate Dickie         | Fergus Suters Mutter                              |